# Viéville-en-Haye
Viéville-en-Haye – miejscowość i gmina we Francji, w regionie Grand Est, w departamencie Meurthe i Mozela.
Według danych na rok 1990 gminę zamieszkiwało 125 osób, a gęstość zaludnienia wynosiła 15 osób/km² (wśród 2335 gmin Lotaryngii Viéville-en-Haye plasuje się na 920. miejscu pod względem liczby ludności, natomiast pod względem powierzchni na miejscu 721.).